# Ateloptila
Ateloptila is een geslacht van vlinders van de familie spanners (Geometridae), uit de onderfamilie Ennominae.

## Soorten
- A. confusa Warren, 1900
- A. marmorata Warren, 1894
- A. psamathopa Meyrick, 1886